# Řád znovuzrozeného Polska
Řád znovuzrozeného Polska nebo Řád Polonia Restituta či Řád polského znovuzrození (polsky: Order Odrodzenia Polski) je po Řádu bílé orlice druhý nejvyšší polský občanský řád, který je udělovaný za obecné zásluhy o Polskou republiku. Byl založen 4. února 1921, roku 1944 a 1992 znovu obnoven. Je udělován v 5 třídách. Řád byl udělován také v době Polské lidové republiky.

## Vzhled
Řádovým odznakem je zlatý, bíle smaltovaný osmihrotý maltézský kříž, zakončený malými kuličkami. V červeném kulatém středu je bílá polská orlice a kolem ní je vepsáno heslo Polonia Restituta (latinsky obnovené Polsko). Stuha je červená s bílými postranními proužky. Řád fakticky nahrazoval vzhledem i funkcí podobný, starší polský Řád sv. Stanislava.

## Třídy a způsoby nošení
Řád je udělován celkem v 5 třídách:
- 1. třída: velkokříž (odznak řádu na velkostuze, hvězda řádu)
- 2. třída: velkodůstojník (odznak u krku, hvězda řádu)
- 3. třída: komtur (odznak řádu na stuze u krku)
- 4. třída: důstojník (odznak řádu na stuze na prsou)
- 5. třída: rytíř (odznak řádu na stuze na prsou)[1]

## Ocenění Češi a Slováci
- 1925 Edvard Beneš[3]
- před rokem 1935 Maxmilián Kolaja[4]
- 1947 Vladimír Clementis
- 1947 Adolf Hoffmeister (komandér řádu Polnia restituta)[5]
- 1947 Klement Gottwald
- 1947 Jan Kopecký
- 1947 Bohumil Laušman
- 1947 Jan Masaryk
- 1947 Hubert Ripka
- 1947 Zdeněk Fierlinger [6]
- 1947 Viliam Široký [6]
- 1947 Jan Šrámek[6]
- 1947 Ján Ursíny [6]
- 1947 Petr Zenkl[6]
- 1948 Evžen Erban
- 1948 Gustáv Husák
- 1948 Josef Plojhar
- 1948 Karol Šmidke
- 1948 a 1955 Karel Krejčí [7]
- 1969 Antonín Novotný
- 1969 Ludvík Svoboda